# Estanislao Struway
Estanislao Struway (Itá, Central, 25 de junio de 1968) es un exfutbolista y entrenador paraguayo que jugaba de mediocampista. Destacó en Cerro Porteño, logrando varios títulos. Fue internacional representando a la selección de fútbol de Paraguay en la Copa Mundial de la FIFA de 2002.

## Trayectoria
Inició su trayectoria en el equipo de Cerro Porteño en 1988, permaneciendo en dicho club hasta 1994, momento en el cual transitó al ámbito futbolístico argentino para competir en la Primera División de Argentina con el Racing Club de Avellaneda, y posteriormente en la Segunda División de Argentina con Los Andes. Luego, en 1996, trasladó su carrera al Sporting Cristal de Perú, y más tarde en Brasil, donde estuvo dos años. Struway regresó a Paraguay para continuar su itinerario deportivo, vistiendo las camisetas de Club Libertad, Club 12 de Octubre y, nuevamente, el club donde inició su carrera. Finalmente, culminó su carrera en el año 2005 con el Sportivo Iteño a la edad de 37 años, consolidándose como una figura icónica en Cerro Porteño, donde contribuyó a la obtención de cuatro de los ocho títulos que cosechó a lo largo de su carrera.

## Selección nacional
Struway hizo su debut internacional con la selección de fútbol de Paraguay el 27 de febrero de 1991 en un partido amistoso contra Brasil (1-1). Acumuló un total de 74 participaciones internacionales y anotó cuatro goles para el equipo nacional. Jugó en la Copa Mundial de la FIFA 2002 y en cinco ediciones de la Copa América: 1991, 1993, 1995, 1997 y 2001.

### Goles con la selección paraguaya
| Resultados | Resultados | Resultados | Resultados | Lugar            | Estadio                        | Fecha                 | Tipo                             | Gol(es) |
| ---------- | ---------- | ---------- | ---------- | ---------------- | ------------------------------ | --------------------- | -------------------------------- | ------- |
| Paraguay   | 1          | 2          | México     | Ciudad de México | Estadio Azteca                 | 10 de junio de 1993   | Amistoso                         | 1 gol   |
| Paraguay   | 1          | 2          | Argentina  | Asunción         | Estadio Defensores del Chaco   | 8 de agosto de 1993   | Eliminatorias Sudamericanas 1994 | 1 gol   |
| Paraguay   | 2          | 0          | Armenia    | Asunción         | Estadio Defensores del Chaco   | 6 de enero de 1997    | Amistoso                         | 1 gol   |
| Paraguay   | 2          | 2          | Bolivia    | Ciudad del Este  | Estadio Antonio Oddone Sarubbi | 13 de febrero de 2002 | Amistoso                         | 1 gol   |

Para un total de 4 goles

## Clubes

### Como futbolista
| Club                 | País      | Año       |
| -------------------- | --------- | --------- |
| Cerro Porteño        | Paraguay  | 1988-1994 |
| Racing Club          | Argentina | 1994-1995 |
| Los Andes            | Argentina | 1995-1996 |
| Sporting Cristal     | Perú      | 1996      |
| Portuguesa Desportos | Brasil    | 1997      |
| Coritiba             | Brasil    | 1998-1999 |
| Cerro Porteño        | Paraguay  | 1999-2002 |
| Club Libertad        | Paraguay  | 2002-2003 |
| Club 12 de octubre   | Paraguay  | 2004      |
| Sportivo Iteño       | Paraguay  | 2005      |

### Como entrenador
| Club               | País     | Año  |
| ------------------ | -------- | ---- |
| Cerro Porteño      | Paraguay | 2007 |
| Club 12 de octubre | Paraguay | 2014 |
| Deportivo Caaguazú | Paraguay | 2017 |
| Sportivo Iteño     | Paraguay | 2021 |
| Sud América        | Paraguay | 2022 |

## Palmarés

### Como jugador
| Título                       | Club             | País     | Año  |
| ---------------------------- | ---------------- | -------- | ---- |
| Primera División de Paraguay | Cerro Porteño    | Paraguay | 1990 |
| Torneo República             | Cerro Porteño    | Paraguay | 1991 |
| Primera División de Paraguay | Cerro Porteño    | Paraguay | 1992 |
| Primera División del Perú    | Sporting Cristal | Perú     | 1996 |
| Campeonato Paranaense        | Coritiba         | Brasil   | 1999 |
| Primera División de Paraguay | Cerro Porteño    | Paraguay | 2001 |
| Primera División de Paraguay | Club Libertad    | Paraguay | 2002 |
| Primera División de Paraguay | Club Libertad    | Paraguay | 2003 |